# Risikokompensation
Risikokompensation ist im Risikomanagement der Ausgleich eines bestehenden Risikos durch ein gegenläufiges Risiko im Rahmen der Risikobewältigung. Die Verkehrs- und Arbeitspsychologie kennt die Risikokompensation auch als „Peltzman-Effekt“, benannt nach Samuel Peltzman.

## Allgemeines
Die Risikokompensation bezieht sich auf den Ausgleichseffekt bei Zusammenfassung gegenläufiger Risiken, so dass ein Risiko das andere im Idealfall genau ausgleicht. Im Rahmen der Risikokompensation werden Entscheidungen getroffen oder Geschäfte abgeschlossen, die im günstigsten Fall mit einem Korrelationskoeffizienten von {\displaystyle -1} negativ korreliert sind.

## Arten
Risikokompensation kann einerseits im Unternehmen selbst stattfinden, wenn gegenläufige Risiken vorhanden sind. Ein Exporteur beispielsweise, der im Rahmen des Vertriebs Waren in einen bestimmten Staat exportiert und gleichzeitig durch die Beschaffung von Rohstoffen aus demselben Staat importiert, kann mindestens das Währungsrisiko ausgleichen (Selbstversicherung). Andererseits können die in Beständen (Lagerbestand, Forderungen auf der Aktivseite, Verbindlichkeiten auf der Passivseite der Bilanz) immanenten Risiken teilweise durch Hedging ausgeglichen werden.

## Finanzwesen
Bei Finanzrisiken werden Finanzinstrumente derart miteinander kombiniert, dass sich künftig eintretende Ereignisse ergebnismäßig ausgleichen und keinen Verlust zur Folge haben. Hans Büschgen definierte diese Risikokompensation als die zielgerichtete Kombination des aus einem Finanzinstrument resultierenden Risikos mit einem anderen Finanzinstrument, das eine gegenläufige, negativ korrelierte Gegenwirkung aufweist. Das geschieht in der Wirtschaft bei Sicherungsgeschäften zur Risikokompensation einer bereits eingegangenen Risikoposition. Deshalb werden im Finanzwesen Sicherungsgeschäfte oder „Hedging“ auch als Synonyme der Risikokompensation angesehen. Im Rechnungswesen wird diese Risikokompensation durch Hedge Accounting vollzogen, wobei das Grundgeschäft und das dieses absichernde Sicherungsgeschäft als Bewertungseinheit behandelt werden und nicht realisierte Gewinne und Verluste nicht ausgewiesen werden müssen (§ 254 HGB und IAS 39).
Werden für diese Risikokompensation von Nichtbanken Kreditinstitute eingeschaltet, so betreiben letztere eine vertikale Risikotransformation.

## Peltzman-Effekt
Im Jahre 1975 veröffentlichte Sam Peltzman eine Studie mit dem Nachweis, dass Rechtsnormen zur Verbesserung der Verkehrssicherheit die Zahl der Unfallopfer nicht signifikant senke. Maßnahmen zur Erhöhung der Verkehrssicherheit oder der Arbeitssicherheit könnten ganz oder teilweise unwirksam sein oder sogar in ihr Gegenteil verkehrt werden, weil sich die Verkehrsteilnehmer bzw. Arbeitnehmer sicherer fühlten. Sie verhielten sich deswegen teils riskanter als zuvor oder seien riskanteren Aktionen anderer ausgesetzt, weil ein möglicher Unfall oder Arbeitsunfall als weniger wahrscheinlich oder weniger schwer eingeschätzt werde. Die psychologischen Vorgänge spielen sich dabei oft unbewusst ab.
Die in die Autos eingebauten Sicherheitsvorrichtungen (etwa ABS, Sicherheitsgurte) führten nach Peltzman zu einer Verringerung der Todes- und Verletztenquoten bei Fahrzeuginsassen, allerdings gleichzeitig zu einer Erhöhung des Unfallrisikos von Fußgängern; hierin sieht Peltzman die Bestätigung für seine Annahme einer Risikokompensation (hier auch Risiko-Homöostase genannt). Dies ist jedoch eine Risikoverlagerung zu Gunsten der Fahrzeuginsassen und zu Lasten der Fußgänger. Allerdings passen sich Fußgänger dieser erhöhten Gefahr an, so dass sich aggregiert über alle Verkehrsteilnehmer hinweg eine geringere Unfallquote ergeben könnte. Eher liegt hier ein moralisches Risiko (englisch moral hazard) vor.
Auch bei Sportarten mit hohem Verletzungsrisiko (Extremsportler, Risikosportler) sowie im Alltagsverhalten wurde Risikokompensation beobachtet.

## Beispiele
Verkehrssicherheit
- Nach der Einführung des Antiblockiersystems (ABS) in Kraftfahrzeugen mit unbestrittenen objektiven Vorteilen sind die Unfallzahlen bei ABS-Nutzern nicht zurückgegangen[11] und danach sogar gestiegen.[12] Erst später, als die Systeme weit verbreitet waren und weniger beachtet wurden, konnte eine schwedische Studie einen statistischen Sicherheitsgewinn auf Schnee nachweisen, aber nicht auf Asphalt.[13]
- Gegen eine Helmpflicht für Radfahrer wird unter anderem mit der befürchteten Risikokompensation argumentiert. Wie eine Studie[14][15] zeigte, werden helmtragende Radfahrer beispielsweise in geringerem Abstand durch Autofahrer überholt. Eine neue Analyse derselben Daten[16] konnte diesen Effekt allerdings nicht belegen. Nach Einführung der Fahrradhelmpflicht in Australien 1991 gingen die Verletzungszahlen nicht zurück, wobei auch noch viele Radfahrer auf Motorfahrzeuge umstiegen, das Risiko für die verbleibenden Fahrradfahrer also stieg.[17]
- Bei Fahrerassistenzsystemen in Pkw und Lkw, die eine Fahrerzustandserkennung besitzen, können solche Systeme bei den Fahrern die Bereitschaft erhöhen, z. B. bei Müdigkeit oder anderen Fahrbeeinträchtigungen weiterzufahren.[18]

Arbeitssicherheit
Bei Holzarbeitern in Finnland nahmen nach der Einführung von Sicherheitsstiefeln, Handschuhen, Helmen und Schutzbrillen die Verletzungen an Augen, Kopf, Händen und Füßen ab. Die Zahl der Verletzungen der ungeschützten Körperteile nahm hingegen zu, weil die Arbeiter schneller und weniger sorgfältig arbeiteten.
Sport und Freizeit
In manchen alpinen Regionen gibt es inzwischen eine Helmpflicht auf Skipisten. Auch ohne Helmpflicht zeichnet sich als gefährlicher Trend ab, dass statt des Besuchs eines Skikurses zur Verbesserung der Fahrtechnik als einfachere Alternative der Helm gewählt wird: Die Teilnehmeranteile der Erwachsenen sanken von über 50 auf 20 Prozent. Bei unveränderten Unfallzahlen und einer Helmtragequote von einem Drittel in der Wintersaison 2008/2009 in Österreich trug die Hälfte der Verletzten einen Helm.